# 파텍 필립

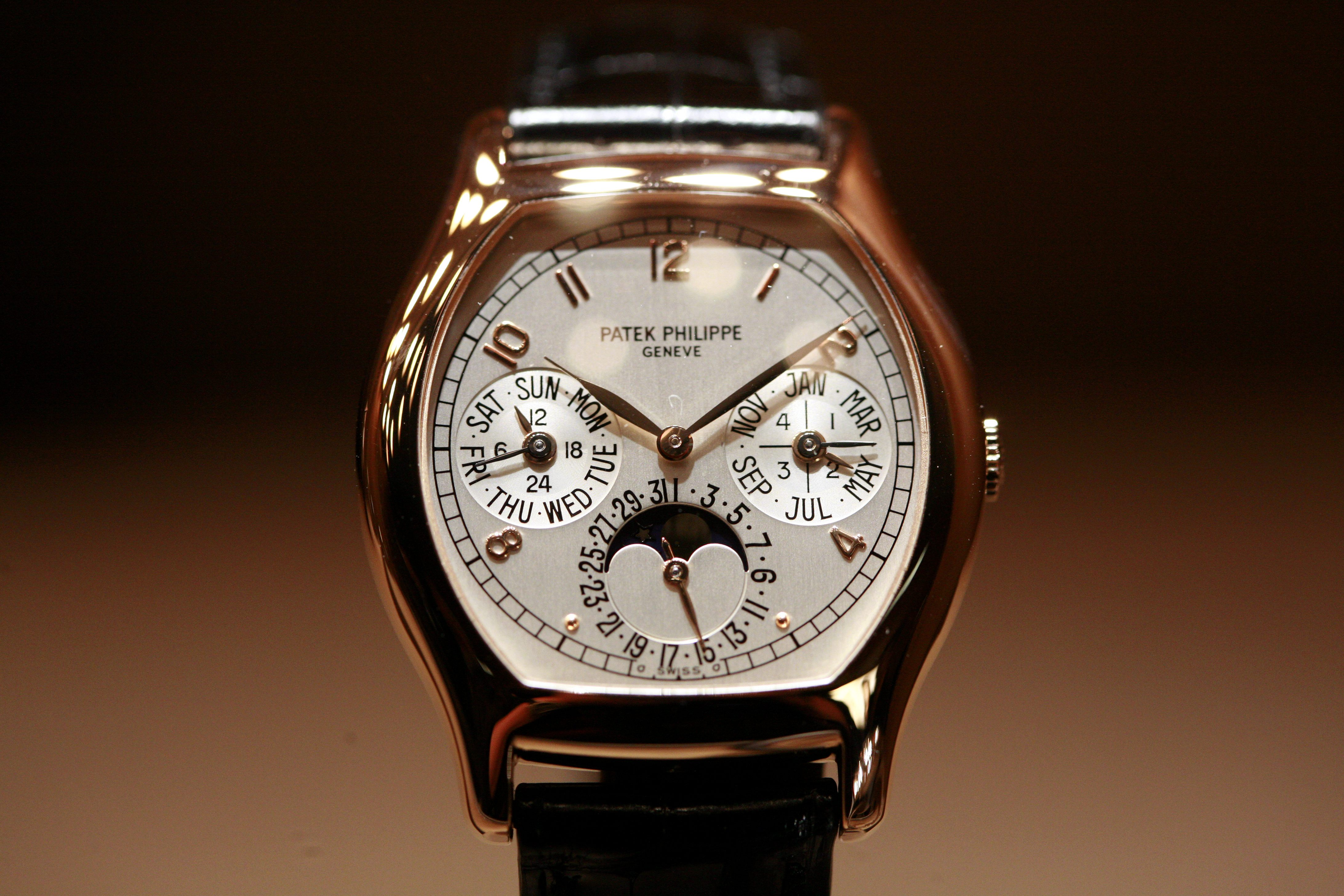
Patek-Philippe MG 2591

파텍 필립(영어: Patek Philippe)은 1851년 폴란드의 망명귀족인 앙뜨와르드 파텍과 프랑스의 시계장인 장 아드리앙 필립에 의해 설립된 스위스의 시계 제조 회사이다.

## 역사
파텍 필립은 세계 1위의 명품 시계 브랜드이다. 세계 최고 역사를 자랑하는 바쉐론 콘스탄틴과 함께, 스위스의 양대 명품 시계로 유명하다.
적은 수량의 시계만 제조하며 최저가 제품이 수천만원대인, 세계적으로 가장 비싼 시계를 만드는 업체로 유명하다. 대부분의 제품은 배터리가 없는, 수동식이다. 본사는 제네바에 있다. 세계 3대 명품 시계로는 파텍 필립, 바쉐론 콘스탄틴, 오데마 피게, 5대 명품에는 브레게, 아 랑에 운트 죄네이 포함된다.

## 유명한 모델

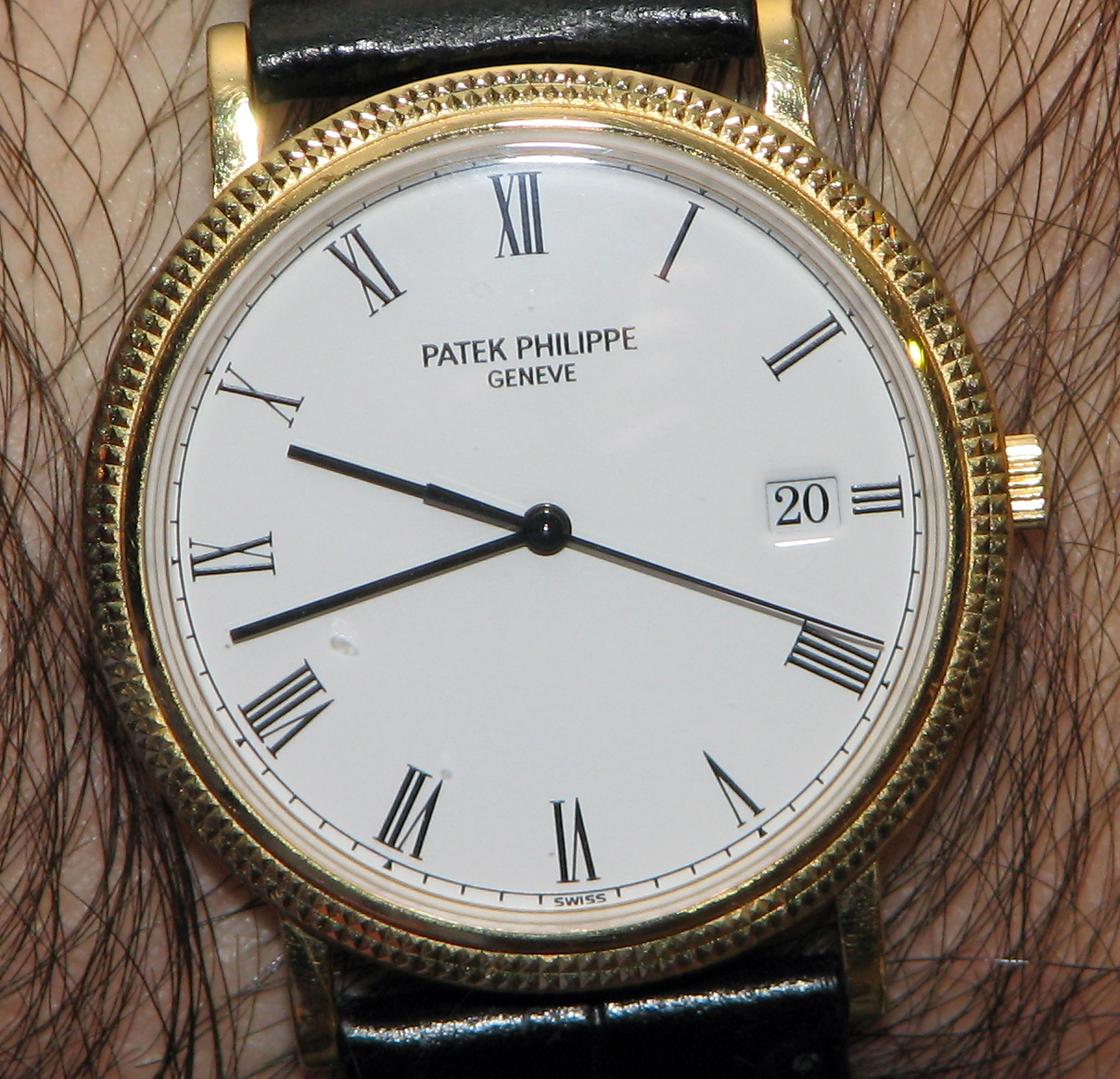
칼라트라바

### 칼라트라바
파텍 필립의 대표 모델로는 칼라트라바와 노틸러스, 아쿠아넛이 있다. 먼저 칼라트라바는 심플한 디자인의 시계이며, 사람들이 컴플리케이션을 사기 어려운 시기에 빛을 발했다. 심플한 디자인이지만 가격은 3000만원을 넘어간다. 칼라트라바 십자가는 파텍 필립의 로고이기도 하다.

### 노틸러스
노틸러스는 세계적인 디자이너 제랄드 젠타가 회식자리에서 갑자기 떠올라 웨이터에게 팬과 종이를 부탁하여 5분만에 완성한 디자인이다. 노틸러스는 20세기에 최초로 만들어졌다.  2010 이전에는 수량이 그리 부족하지 않았으나 2010년대부터 지금까지 5711과 5712를 중심으로 엄청난 인기를 끌었다.

### 아쿠아넛
파텍필립 아쿠아넛은 외형은 노틸러스와 비슷하지만 케이스 테두리가 더 얇고 러버밴드로 되어 있어 부담이 덜하다.

### 그랜드마스터 차임
파텍필립의 175주년 기념 한정수량으로 제작된 그랜드마스터 차임은 30가지 이상의 여러 컴플리케이션 기능과 앞뒤 듀얼로 굉장히 두꺼우며 이 시계로 새로 등록한 특허도 2개 이상이다. 리테일가는 32억원에서 50억원대로, 롤스로이스 고스트 8대, 세계에서 가장 빠른 차인 부가티 시론의 가격과 맞먹는다. 2020년에는 온리워치 경매에서 약180억에 거래되어 폴 뉴먼의 롤렉스 데이토나가 세운 기록을 깨고 역사상 최고가로 거래된 시계가 되었다.

## 유명인사
파텍 필립은 빅토리아 여왕, 교황 비오 9세, 레오 13세, 덴마크왕 크리스티안 9세, 러시아 마지막 황제 니콜라이 2세 등 유럽 왕가들이 애용했다.
파텍 필립은 최규하 대통령, 장택상 국무총리, 이중재 국회의원 등 한국 세가들이 애용했다.
차이코프스키, 록펠러, 바그너, 아인슈타인, 달라이 라마, 베네딕토 16세가 사용했다.
러시아 마지막 황제와 달리 대한제국 마지막 황제 순종은 바쉐론 콘스탄틴을 애용했다.